# Nico Siegrist
Nico Siegrist (Lucerna, 9 giugno 1991) è un calciatore svizzero, attaccante del Kriens.

## Palmarès

### Club

#### Competizioni nazionali
- Promotion League: 1

Kriens: 2017-2018

### Individuale
- Capocannoniere della Challenge League: 1

2018-2019 (16 reti)